# 닉 베이트먼
닉 베이트먼(Nick Bateman, 1986년 11월 18일 ~ )은 캐나다의 모델이자 배우이다.

## 출연 작품
- 더 매치메이커스 플레이북 (2018)
- 에어플레인 모드 (2018)
- 애플 오브 마이 아이 (2017)
- 파티 올 나잇 (2016)
- 하우 투 비 싱글 (2016)
- 더 헤이징 시크릿 (2014)
- 탭 아웃 (2014)
- 히든 인 더 우즈 (2014)
- 호보 위드 어 숏건 (2011)